# 1989年度新人選手選択会議 (日本プロ野球)
1989年度新人選手選択会議（1989ねんどしんじんせんしゅせんたくかいぎ）は、1989年11月26日に赤坂プリンスホテルで行われた第25回のプロ野球ドラフト会議である。

## 概要
- 前年度までは午前11時からホテルグランドパレスで開かれていたが、今年度からは会場を赤坂プリンスホテルに変更、開催時刻も午後4時からとなった[1]。
- 今年度からテレビモニターが採用された[2]。
- 72選手の交渉権が確定した。
- 抽選に外れた球団は奇数指名順位はウエーバー方式、偶数指名順位は折り返しウエーバー方式で希望選手を指名。
- ウエーバー順位はロッテ - 大洋 - 日本ハム - 阪神 - ダイエー - ヤクルト - 西武 - 中日 - オリックス - 広島 - 近鉄 - 巨人。
- この年の目玉として注目されていた野茂英雄（新日本製鐵堺）に、近鉄バファローズ、オリックス・ブレーブス、日本ハムファイターズ、ロッテオリオンズ、横浜大洋ホエールズ、阪神タイガース、ヤクルトスワローズ、ダイエーホークスが1位で指名。岡田彰布（1979年ドラフト）や清原和博（1985年ドラフト）の6球団競合を上回る史上最多の8球団による競合となり、抽選で近鉄が交渉権を引き当てた。
- 同年のドラフトでは、1位指名だけでも前述の野茂の他に与田剛（中日ドラゴンズ）、佐々木主浩（大洋）、佐々岡真司（広島東洋カープ）、小宮山悟（ロッテ）、潮崎哲也（西武ライオンズ）、2位以下でも古田敦也（ヤクルト2位）、岩本勉（日本ハム2位）、石井浩郎（近鉄3位）、前田智徳（広島4位）、新庄剛志（阪神5位）などタイトル獲得者や10年以上にわたって活躍した選手、好成績を残した選手を多数輩出し、大豊作のドラフトと評価されている[3]。
- ダイエー1位の元木大介は入団を拒否してハワイで浪人生活を送り、翌年のドラフトを経て志望球団の読売ジャイアンツに入団した。
- ヤクルト3位の黒須は入団せず、日本興業銀行へ進んだ。当時の編成部調査役だった片岡宏雄は後に「当初は黒須を獲得する気は無かったが、本人が『どうしても野球が捨てられない』と頼みに来たので、渋る野村克也監督を説得して指名した」と話した。しかし黒須は入団を拒否したため、「それをひっくり返したからね。『キャプテンがこんな人物では』と立教大学野球部と縁を切り、OB会も退会した」と語っている[4]。なお、これ以降ヤクルトは立教大学の選手を指名しておらず（2022年現在）、出身者も2016年の菊沢竜佑まで27年間いなかった。
- 前年までテレビ東京が放映していたドラフト会議のテレビ中継は、この年からテレビ朝日に移行した。このため、それまで関東地方、愛知とその周辺、大阪とその周辺、および岡山、香川のみでしか見られなかったドラフト会議の生中継がこの年から地元球団が復活した福岡（TVQ九州放送開局は1991年4月）をはじめ、北海道（テレビ北海道はこの年10月に開局）や宮城、広島（ともにテレビ東京系なし）など主要地方都市でもリアルタイムで視聴できるようになり、地方の指名対象選手が生中継で指名を確認する機会が多くなった。

## 選択希望選手一覧
| チーム   | ロッテ   | 大洋         | 日本ハム   | 阪神     | ダイエー | ヤクルト   | 西武     | 中日       | オリックス | 広島       | 近鉄     | 巨人       |
| -------- | -------- | ------------ | ---------- | -------- | -------- | ---------- | -------- | ---------- | ---------- | ---------- | -------- | ---------- |
| 1巡目    | 野茂英雄 | 野茂英雄     | 野茂英雄   | 野茂英雄 | 野茂英雄 | 野茂英雄   | 潮崎哲也 | 与田剛     | 野茂英雄   | 佐々岡真司 | 野茂英雄 | 大森剛     |
| 外1巡目→ | 小宮山悟 | 佐々木主浩   | 酒井光次郎 | 葛西稔   | 元木大介 | 西村龍次   | ---      | ---        | 佐藤和弘   | ---        | ---      | ---        |
| 2巡目    | 小林昭則 | 東瀬耕太郎   | 岩本勉     | 岡本圭治 | 金沢健一 | 古田敦也   | 鈴木哲   | 井上一樹   | 金沢健一   | 仁平馨     | 畑山俊二 | 川辺忠義   |
| 外2巡目← | ---      | ---          | ---        | ---      | ---      | ---        | ---      | ---        | 吉田直喜   | ---        | ---      | ---        |
| 3巡目    | 鈴木俊雄 | 平塚克洋     | 前間卓     | 麦倉洋一 | 前間卓   | 吉岡雄二   | 大塚孝二 | 松永幸男   | 麦倉洋一   | 前間卓     | 石井浩郎 | 吉岡雄二   |
| 外3巡目→ | ---      | ---          | 中山大輔   | ---      | 橋本武広 | 黒須陽一郎 | ---      | ---        | 高橋功一   | ---        | ---      | ---        |
| 4巡目    | 南渕時高 | 今久留主成幸 | 舟山恭史   | 古里泰隆 | 西俊児   | 古里泰隆   | 宮地克彦 | 古里泰隆   | 藤本俊彦   | 前田智徳   | 藤立次郎 | 佐久間浩一 |
| 外4巡目← | ---      | ---          | ---        | ---      | ---      | 押尾健一   | ---      | 松井達徳   | ---        | ---        | ---      | ---        |
| 5巡目    | 鹿野浩司 | 川端一彰     | 宮川晃     | 新庄剛志 | 馬場敏史 | 松元繁     | 佐伯秀喜 | 山田喜久夫 | 松山秀明   | 松元繁     | 平江巌   | 鈴木望     |
| 外5巡目→ | ---      | ---          | ---        | ---      | ---      | ---        | ---      | ---        | ---        | 山口晋     | ---      | ---        |
| 6巡目    | 林博康   | 知野公昭     | 有倉雅史   | 吉田浩   | 田代広之 | 広沢好輝   | 北原泰二 | 種田仁     | 佐々木明義 | 浅井樹     | 入来智   | 浅野智治   |

- 太字は交渉権確定。色付きは指名重複選手。重複抽選に外れたチームはシーズン成績に基づき、巡目括弧内の矢印の向きにウェーバー制により指名。
- 背景色が暗い選手は入団拒否した選手。

## 球団別選択選手

### ロッテオリオンズ
| 順位 | 選手名   | 守備   | 所属         | 結果 |
| ---- | -------- | ------ | ------------ | ---- |
| 1位  | 小宮山悟 | 投手   | 早稲田大学   | 入団 |
| 2位  | 小林昭則 | 投手   | 筑波大学     | 入団 |
| 3位  | 鈴木俊雄 | 捕手   | 日立製作所   | 入団 |
| 4位  | 南渕時高 | 内野手 | 東芝         | 入団 |
| 5位  | 鹿野浩司 | 内野手 | 帝京高       | 入団 |
| 6位  | 林博康   | 外野手 | 鹿児島実業高 | 入団 |

### 横浜大洋ホエールズ
| 順位 | 選手名       | 守備   | 所属           | 結果 |
| ---- | ------------ | ------ | -------------- | ---- |
| 1位  | 佐々木主浩   | 投手   | 東北福祉大学   | 入団 |
| 2位  | 東瀬耕太郎   | 投手   | 明治大学       | 入団 |
| 3位  | 平塚克洋     | 外野手 | 朝日生命       | 入団 |
| 4位  | 今久留主成幸 | 捕手   | 明治大学       | 入団 |
| 5位  | 川端一彰     | 内野手 | 中央大学       | 入団 |
| 6位  | 知野公昭     | 投手   | 拓殖大学紅陵高 | 入団 |

### 日本ハムファイターズ
| 順位 | 選手名     | 守備 | 所属         | 結果 |
| ---- | ---------- | ---- | ------------ | ---- |
| 1位  | 酒井光次郎 | 投手 | 近畿大学     | 入団 |
| 2位  | 岩本勉     | 投手 | 阪南大学高   | 入団 |
| 3位  | 中山大輔   | 投手 | 明徳義塾高   | 入団 |
| 4位  | 舟山恭史   | 投手 | 明治大学     | 入団 |
| 5位  | 宮川晃     | 投手 | 大館商業高   | 入団 |
| 6位  | 有倉雅史   | 投手 | 日本体育大学 | 入団 |

### 阪神タイガース
| 順位 | 選手名   | 守備   | 所属                 | 結果 |
| ---- | -------- | ------ | -------------------- | ---- |
| 1位  | 葛西稔   | 投手   | 法政大学             | 入団 |
| 2位  | 岡本圭治 | 内野手 | 近畿大学             | 入団 |
| 3位  | 麦倉洋一 | 投手   | 佐野日本大学高       | 入団 |
| 4位  | 古里泰隆 | 投手   | 福岡第一高           | 入団 |
| 5位  | 新庄剛志 | 外野手 | 西日本短期大学附属高 | 入団 |
| 6位  | 吉田浩   | 外野手 | 高岡第一高           | 入団 |

### 福岡ダイエーホークス
| 順位 | 選手名   | 守備   | 所属           | 結果 |
| ---- | -------- | ------ | -------------- | ---- |
| 1位  | 元木大介 | 内野手 | 上宮高         | 拒否 |
| 2位  | 金沢健一 | 投手   | 日本石油       | 入団 |
| 3位  | 橋本武広 | 投手   | プリンスホテル | 入団 |
| 4位  | 西俊児   | 内野手 | 本田技研       | 入団 |
| 5位  | 馬場敏史 | 内野手 | 新日本製鐵堺   | 入団 |
| 6位  | 田代広之 | 内野手 | 龍谷高         | 入団 |

### ヤクルトスワローズ
| 順位 | 選手名     | 守備   | 所属         | 結果 |
| ---- | ---------- | ------ | ------------ | ---- |
| 1位  | 西村龍次   | 投手   | ヤマハ       | 入団 |
| 2位  | 古田敦也   | 捕手   | トヨタ自動車 | 入団 |
| 3位  | 黒須陽一郎 | 外野手 | 立教大学     | 拒否 |
| 4位  | 押尾健一   | 投手   | 成東高       | 入団 |
| 5位  | 松元繁     | 投手   | 朝霞高       | 入団 |
| 6位  | 広沢好輝   | 内野手 | 明野高       | 入団 |

### 西武ライオンズ
| 順位 | 選手名   | 守備   | 所属               | 結果 |
| ---- | -------- | ------ | ------------------ | ---- |
| 1位  | 潮崎哲也 | 投手   | 松下電器           | 入団 |
| 2位  | 鈴木哲   | 投手   | 熊谷組             | 入団 |
| 3位  | 大塚孝二 | 外野手 | 東北福祉大学       | 入団 |
| 4位  | 宮地克彦 | 投手   | 尽誠学園高         | 入団 |
| 5位  | 佐伯秀喜 | 内野手 | 國學院大學久我山高 | 入団 |
| 6位  | 北原泰二 | 投手   | 川口工業高         | 入団 |

### 中日ドラゴンズ
| 順位 | 選手名     | 守備   | 所属         | 結果 |
| ---- | ---------- | ------ | ------------ | ---- |
| 1位  | 与田剛     | 投手   | NTT東京      | 入団 |
| 2位  | 井上一樹   | 投手   | 鹿児島商業高 | 入団 |
| 3位  | 松永幸男   | 投手   | 三菱重工長崎 | 入団 |
| 4位  | 松井達徳   | 外野手 | 日産自動車   | 入団 |
| 5位  | 山田喜久夫 | 投手   | 東邦高       | 入団 |
| 6位  | 種田仁     | 内野手 | 上宮高       | 入団 |

### オリックス・ブレーブス
| 順位 | 選手名     | 守備   | 所属         | 結果 |
| ---- | ---------- | ------ | ------------ | ---- |
| 1位  | 佐藤和弘   | 外野手 | 熊谷組       | 入団 |
| 2位  | 吉田直喜   | 投手   | 青山学院大学 | 入団 |
| 3位  | 高橋功一   | 投手   | 能代高       | 入団 |
| 4位  | 藤本俊彦   | 捕手   | 徳島商業高   | 入団 |
| 5位  | 松山秀明   | 内野手 | 青山学院大学 | 入団 |
| 6位  | 佐々木明義 | 内野手 | 三沢商業高   | 入団 |

### 広島東洋カープ
| 順位 | 選手名     | 守備   | 所属         | 結果 |
| ---- | ---------- | ------ | ------------ | ---- |
| 1位  | 佐々岡真司 | 投手   | NTT中国      | 入団 |
| 2位  | 仁平馨     | 外野手 | 宇都宮工業高 | 入団 |
| 3位  | 前間卓     | 投手   | 鳥栖高       | 入団 |
| 4位  | 前田智徳   | 外野手 | 熊本工業高   | 入団 |
| 5位  | 山口晋     | 投手   | 島田商業高   | 入団 |
| 6位  | 浅井樹     | 外野手 | 富山商業高   | 入団 |

### 近鉄バファローズ
| 順位 | 選手名   | 守備   | 所属           | 結果 |
| ---- | -------- | ------ | -------------- | ---- |
| 1位  | 野茂英雄 | 投手   | 新日本製鐵堺   | 入団 |
| 2位  | 畑山俊二 | 外野手 | 住友金属       | 入団 |
| 3位  | 石井浩郎 | 内野手 | プリンスホテル | 入団 |
| 4位  | 藤立次郎 | 外野手 | 天理高         | 入団 |
| 5位  | 平江巌   | 外野手 | 成章高         | 入団 |
| 6位  | 入来智   | 投手   | 三菱自動車水島 | 入団 |

### 読売ジャイアンツ
| 順位 | 選手名     | 守備   | 所属         | 結果 |
| ---- | ---------- | ------ | ------------ | ---- |
| 1位  | 大森剛     | 内野手 | 慶應義塾大学 | 入団 |
| 2位  | 川辺忠義   | 投手   | 川崎製鉄千葉 | 入団 |
| 3位  | 吉岡雄二   | 投手   | 帝京高       | 入団 |
| 4位  | 佐久間浩一 | 外野手 | 東海大学     | 入団 |
| 5位  | 鈴木望     | 内野手 | 駒澤大学     | 入団 |
| 6位  | 浅野智治   | 投手   | 岡山南高     | 入団 |